# پنگ بو
پنگ بو (چینی: 彭勃؛ زادهٔ ۱۸ فوریهٔ ۱۹۸۱) شیرجه‌رو اهل چین است.